# 西大分町
西大分町（にしおおいたまち）は、大分県大分郡にあった町。現在の大分市の一部にあたる。

## 地理
- 海洋：別府湾[3]
- 河川：住吉川[4]、祓川[5]

## 歴史
- 1889年（明治22年）4月1日、町村制の施行により、大分郡勢家町、駄原村、生石村が合併して町制施行し、西大分町が発足[1][2]。旧村名を継承した勢家、駄原、生石の3大字を編成[2]。
- 1893年（明治26年）10月14日、大洪水で大分港が大きな被害を受けた[2]。
- 1907年（明治40年）4月1日、大分郡大分町、西大分町、荏隈村、豊府村と合併し大分町が存続して廃止された[1][2]。

## 産業
- 農業[3]、漁業[5]、鋳物[4]

## 交通

### 港湾
- 大分港[2]